# Gangan ONLINE
Gangan ONLINE (ガンガンオンライン Gangan Onrain?) es una web japonesa de manga de series pertenecientes a Square Enix. Además de la serializaciones originales, se publican obras de las diversas revistas manga de SQUARE ENIX, etc.
Comenzó el 2 de octubre de 2008. Actualmente está publicando los mangas famosos Hori-san to Miyamura-kun y Gekkan Shoujo Nozaki-kun. Anteriormente publicó la saga To aru Majotsu no Index en conjunto con Gekkan Shōnen Gangan.

## Lista de manga y novela ligera[1][2]
0 - 9
- 10th - You and I fell in love with the same person - (Yūko Inari)

A
- Afo Guard  - (Maki Miki)
- Aizawa-san zōshoku - (Seiichi Shiki)
- Akarui Sekai Keikaku - (Aki Aoki y Kouki Izumi)
- Akuma Iwaku Ore no Yome - (Rin Miyashiro)
- Aoi - Hikaru ga Chikyū ni Itakoro - (CHuN y Mizuki Nomura)
- Aphorism - (Karuna Kujou)
- Asao-san to Kurata-kun - (HERO)

B
- Barakamon - (Satsuki Yoshino)
- Bat x Dragon - (Fumino Hayashi)
- Bloody Junkie - (Natsume Hasumi)
- Boku wa Hajikko ga Suki - (Ken Wakai)
- Boku no Namae wa Shōnen - (Yen Hioka y Chikara Kimizuka)
- Bōkyaku no Haou Roland - (Tsubasa Hazuki, Jun Mochizuki y Takumi Yoshino)
- Busshi no Busshin - Kamakura Hanbun Busshiroku wo - (Yuki Kamatani)[3]
- Buyūden Kita Kita - (Hiroyuki Eto)

C
- Cafe Tanteibu - (Takeshi Fujishiro)
- Chichitoko - (Uchiko)
- Children - (Miu Miura)
- Classmate, Kamimura Yûka ha Kō Itta - (Masaki Kawakami y Tsusushi Sakurai)

D
- Dagasy - Hōkago Chōnōryoku Sensō - (Risumai y Akira)[4]
- Daisanji Seichōki, Ōtsuka-kun! - (Chikara Kimizuka)[5]
- Damekko Kissa Dear - (Ryouta Yuzuki)
- Danshi Kōkōsei no Nichijō - (Yasunobu Yamauchi)
- Date Bashira - (Kairi Shimotsuki)
- Date Mono - (Taiyou Makabe)[6]
- Date Ningen - (Ryū Miyanaga)
- Dragon Quest x - 4-koma Manga Gekijô - (Yuki Abe)
- Dungeon ni Deai o Motomeru no wa Machigatteiru Darō ka: Four-Panel Comic: Days of Goddess - (Masaya Takamura, Fuyino Ōmori y Suzuhito Yasuda)
- Dungeon ni Deai o Motomeru no wa Machigatteiru Darō ka: Family Chronicle (Novela ligera) - (Fuyino Ōmori y Suzuhito Yasuda)
- Dungeon ni Deai o Motomeru no wa Machigatteiru Darō ka: Odd Days of Goddess - (Masaya Takamura, Fuyino Ōmori y Suzuhito Yasuda)

E
- En Passant - (Tarou Yuzunoki)
- Eiyū Kyōshitsu - Girl's Mission - (Shion Mizuki y Shin Araki)

F
- Fractale - (Mutsumi Akazaki)
- Fujimura-kun Meitsu - (Seichi Shiki)
- Fukigen na Mononokean - (Kiri Wazawa)

G
- Gakkō no Sensei - (Shinya Suyama)
- Gekkan Shoujo Nozaki-kun - (Izumi Tsubaki)
- Gen'ei wo Kakeru Taiyō - (Kōki Katō)
- Golden Ball - Shoujikousei GM Yamagishi Shiki no Chousen - (Fumino Hayashi)
- Goshimei Bushō Sanada Yukimura - Kageroi  - (Shuku Asaoka)

H
- Hana Michi Otome - (HAMASIN)
- Hana to Harinezumi - (Yamada)
- Hayachine! - (Aiko Fukumorita)
- Hell Hell - (Azuma Jun)
- Higurashi no Naku Koro ni - Hirukowashi-hen - (Rechi Kazuki y Ryukishi07)
- Hori-san to Miyamura-kun (HERO y Daisuke Hagiwara)
- Hoshi no Ko! - (Matoba)
- Hyauken! - (Ema Toyama)

I
- Inugami Hime no Shimobe - (Michiru Mizusawa)

J
- Josei Danshi - (Chiyo Kenmotsu)
- Jūkinzoku Kanojo - (Katsumi Nishino, Risumai)
- Jûzai - (Yasunobu Yamauchi)

K
- Kacchū-san - (Shiro Amano)
- Kakegurui Kakkokari - (Taku Kawamura y Homura Kawamoto)
- Kioku ya Gensaku - (Murayama Nachiyo y Kyouya Origami)
- Kingdom Hearts III - (Shiro Amano y Tetsuya Nomura)
- Kominami Shōtarō, Ie Kara deru wo Hajimemashita - (Dan Ichikawa)
- Konamon - (Kiuzu)
- Kuron's  - (Osorezan Da Vinci)
- Kyōsō no Simulacra - (Hideaki Yoshimura)

L
- Life is Money - (Tekka Yaguraba y Teru Asaniji)

M
- Madarame-sensei no Mōsō Gakkyū Nisshi - (Yōsuke Nagase)
- Mahōjin Guru Guru 2 - (Hiroyuki Eto)
- Majo no Shinzō - (Matoba)
- Mamonotachi wa Katazuke Rarenai - (Takano Yuya)
- Material Puzzle: Zero Kreuz - (Masahiro Totsuka y Kimitake Yoshioka)
- Minna no Go - (Karuna Kujou)

N
- Nanashi no Asterism - (Kina Kobayashi)
- Nazotoki drill - (Taichi Kawazoe)
- Nenene - (Daisuke Hagiwara)
- NOeSIS - Uso xo Tsuita Kioku no Monogatari - (Yuna Serino)
- Now Playing - (Hifumi)

O
- Oda-san ke no Ranhōshi - (Mimori)
- Oracle Himiko-san - (Shun Uchida, Sun-woo Park y Ryota Yuzuki)
- Ore ga Akuma de, Aitsu ga Yome de - (Rumi Aruma)
- Oretachi no Tatakai wa Korekara da - (Muraishi Mutou)

P
- Princess of Mana - (Satsuki Yoshino)

R
- Rakudai Kishi no Cavalry- (Riku Misora y Megumu Soramichi)
- Realpg - (Yuki Domoto)
- Rentai Onii-chan - (Hako Ichiiro)
- Root Double - Before Crime - After Days - Root After - (Hinase Momoyama)
- Root Double - Before Crime - After Days - Root Before - (Hinase Momoyama y Mikeou)
- Rose Guns Days - Season 3 - (Yō Ōmura)
- Run Day Burst - (Yuko Osada)
- Ryūshika Ryūshika - (Yoshitoshi ABe)

S
- Satsuki Yoshino - Tanpenshû - Mishikaka! - (Satsuki Yoshino)
- Secret x Siblings - (Yuta Nohara)
- Seitokai no Otanoshimi - (Marumikan)
- Sengoku Gyōha Dullahan - Kagen no Keishōsha - (Takuji Kato, Sayaka Kato y FUNBOLT)
- Sensei no Yasashi Koroshi Kata - (Sharoh Hanten)
- Shinden Yūden Kakumei-hen - Ochita Kuroi Yūsha no Densetsu - (Riya Hozumi y Takaya Kagami)
- Shindere Shōjo to Kodoku na Shinigami - (Yuki Shinkiba y Yoshie Katou)
- Shōgakusei Host Pochi - (Saori)
- Shōjo Geinin Trio Golmoa - (Shin Aoki)
- Shūshū kitan itto - (Zaki Mitsunori)
- Slime Taoshite 300-nen, Shiranai Uchi ni Level Max ni Nattemashita - (Kisetsu Morita, Yusuke Shiba y Benio)
- Sōgiya Riddle - (Higasa Akai)
- Sōshokukei Danshi - (Kurage Neko)
- Strobo - (Kōsuke Tsukinowa)
- Sukedachi 09 - (Seishi Kishimoto)

T
- Takane no Hana Nara Ochitekoi!! - (Ayane Natsume)
- Tanaka-kun wa itsumo kedaruge - (Nozomi Uda)
- Tatoeba Last Dungeon Mae no Mura no Shōnen ga Joban no Machi de Kurasu Yō na Monogatari - (Toshio Satou, Nao Watanuki y Hajime Fusemachi)
- To aru Majutsu no Index - (Kamachi Kazuma y Kogino Chuuya)
- Torikago no Tsugai - (Totaro Minami)
- Tokyo Innocent - (Naru Narumi)
- Tsukigami to Bonbon - (Aya Shouoto)

U
- Umineko no Naku Koro ni - (Ryukishi07)

W
- Waga gyôyû ni furueyo tenchi ~ Arekushisu teikoku kouryuuki - (Yu Sato y Akamitsu Awamura)
- Watashi ga Motenai no wa Dō Kangaete mo Omaera ga Warui! - (Nico Tanigawa)
- Watashi no Shiawase na Kekkon - (Rito Kōsaka y Tsukiho Tsukioka)

Y
- Yandere Kanojo - (Shinobi)
- Yankee Shota to Otaku Onē-san - (Yumi Hoshimi)
- Yoru no coffee -(Takeyuki Sato)
- Yoshinobu ga! - (Kaworu Umematsu)